# 2023年河內公寓火災
2023年9月12日晚11点，位于越南首都河内市青春郡姜亭坊姜下街第29巷的一幢10层高微型公寓发生火灾，造成56人死亡、37人受伤，事发时楼内大约有150人。此次火灾是自2002年胡志明市国际贸易中心火灾以来，越南死亡人数最多的居民楼火灾。调查显示火灾是由公寓一楼停放的一辆摩托车的电池电路短路引起，火势随后蔓延到楼内停放的摩托车及整栋楼的电力系统。

## 火灾

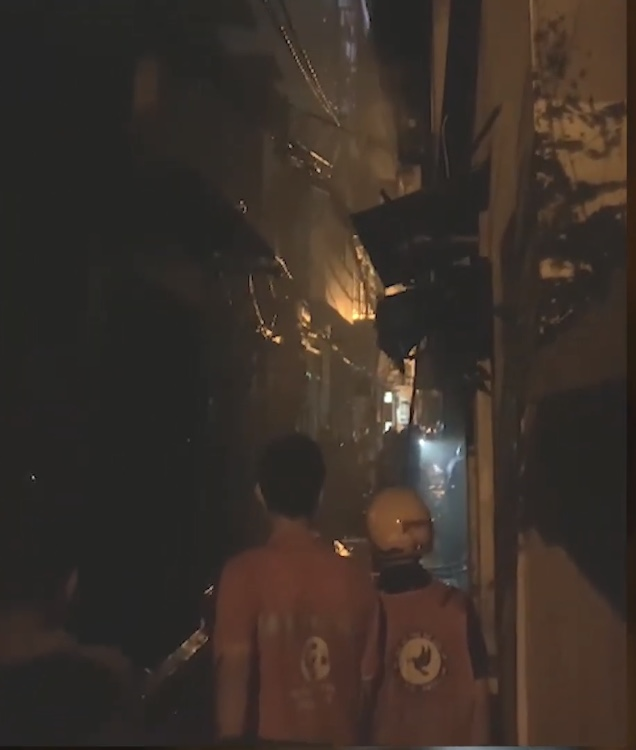
火灾现场

越南当地时间晚11点许，河内西南部一座10层高的公寓楼发生火灾，起火位置位于一楼。火灾发生时，楼内有150余人。据住在事发大楼附近的一名女性回忆，公寓楼几乎处于封闭状态，没有逃生通道，受害者根本无法逃生。该名女性表示事发时楼内有许多人大声求救，但由于火势太过猛烈，无法进行扑救。
至次日凌晨0点15分，消防人员进入低楼层的房间进行搜救，有两名婴儿及三名成人被发现失去意识。受害者都被送往距火灾大楼约5公里的白梅醫院。至凌晨1点50分，第六名受害者，一名幼儿安全获救。至凌晨1点，火势得到控制。由于起火大楼处在小巷内，救援人员无法停泊车辆。大约有50辆消防车持续往大楼各个方向射水。公安人员利用绳梯进入大楼，搜寻幸存者。截至凌晨5点，初步统计有70多名居民获救，其中54人第一时间得到救治，另有30余人宣告不治身亡。至早上9点，青春郡当局确认有70人获救，其中54人被送往重症监护室。

## 伤亡
火灾共造成10名儿童死亡，其中1名儿童被从高处抛下。也有几个人在翻到附近大楼的屋顶，或者跳窗逃生的时候受伤。火灾共造成56人死亡、37人受伤，100多人获救。
受害者被送往河内主要医院，包括白梅醫院、栋多医院、河东总医院、河内医院及邮政医院。伤者大多数出现窒息症状，或是从高处跳下时受伤。至中午12点，白梅医院、栋多医院、河东总医院、河內醫科大學附属医院及邮政医院共接受49名死伤者，其中10人在送往医院的途中死亡（包括4名儿童）、4人轻伤出院，35人留院治疗（包括7名儿童）。遇难者遗体则被送到103军医院。
白梅医院院长陶春机（Đào Xuân Cơ）表示医院接收了24名病人，其中7人在儿科接受治疗，其余成年患者分布在急救部、儿科中心及毒理学部，有10多名患者情况严重，其中3人危殆。患者症状主要分为两类，一类是窒息，一类是从高出跳下造成的创伤。栋多医院接收了5名患者，当中1人在抵达医院前死亡，其余4人有3人转送到圣保罗医院。转院的3人中，1人有高处摔落造成的脊椎受伤，1名怀有两个孩子的母亲因吸入烟雾。医院继续为1名病情稳定的患者提供护理。此外，医院还接收了3名死者，他们被安置在医院太平间。栋多医院太平间共存放4名死者的遗体，其中包括两具儿童遗体。

## 善后工作
9月13日，河内市委宣布为火灾受害者提供经济支持，每位遇难者家属会获得3700万越南盾补偿，伤者获1240万越南盾补偿。对于在火灾中丧生的儿童，河内市的儿童福利基金会再额外补偿500万越南盾，而接受医治的儿童会另外获得1000万越南盾补偿。当局还向在公寓里合租的学生、工人和租户提供经济援助，每月发放150万越南盾，一共发放六个月。对于在火灾中受伤，并在医院接受治疗的受害者，当局会承担所有医疗费用。而对于有在校学生的家庭，当局再提供500万越南盾，用于购买学习用品及教材。
在9月14日举行的中央政府工作会议上，与会人员向河内公寓火灾，以及老街市突发山洪的遇难者默哀一分钟。

## 法律追究

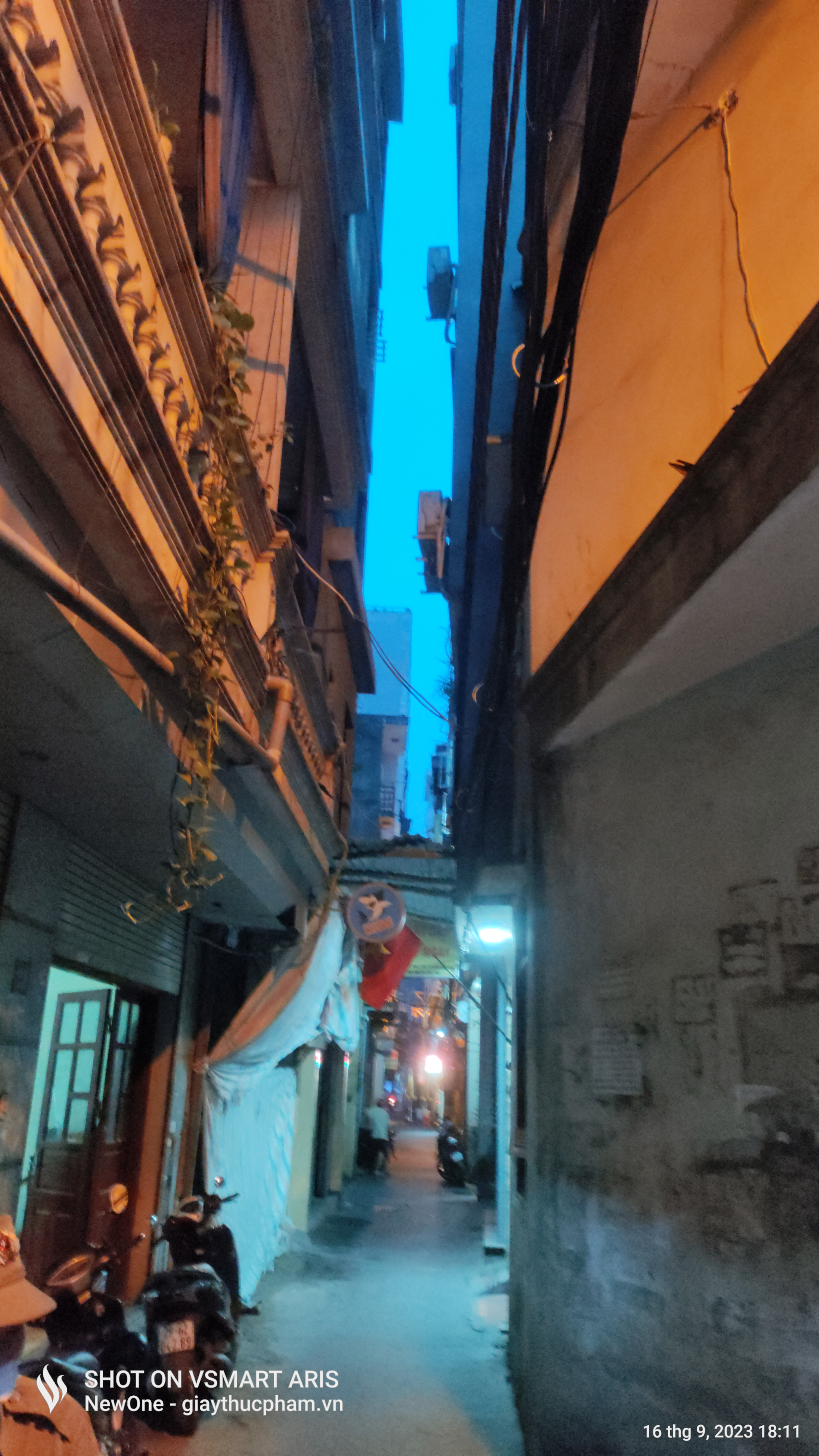
通过火灾大楼的小巷，摄于2023年9月16日。火灾发生后，姜亭坊当局封锁了大楼周围的道路

当局逮捕了大楼的业主，指控其违反防火安全条例。目击者表示最先起火的是大楼的车库，当时车库里停满了摩托车。
9月19日，河内市公安局发布了火灾起因的调查报告。报告称大楼一层南边墙壁的一辆摩托车的电池电线短路起火，火势随后扩散其他车辆，再沿着电力系统蔓延。

## 各方反应

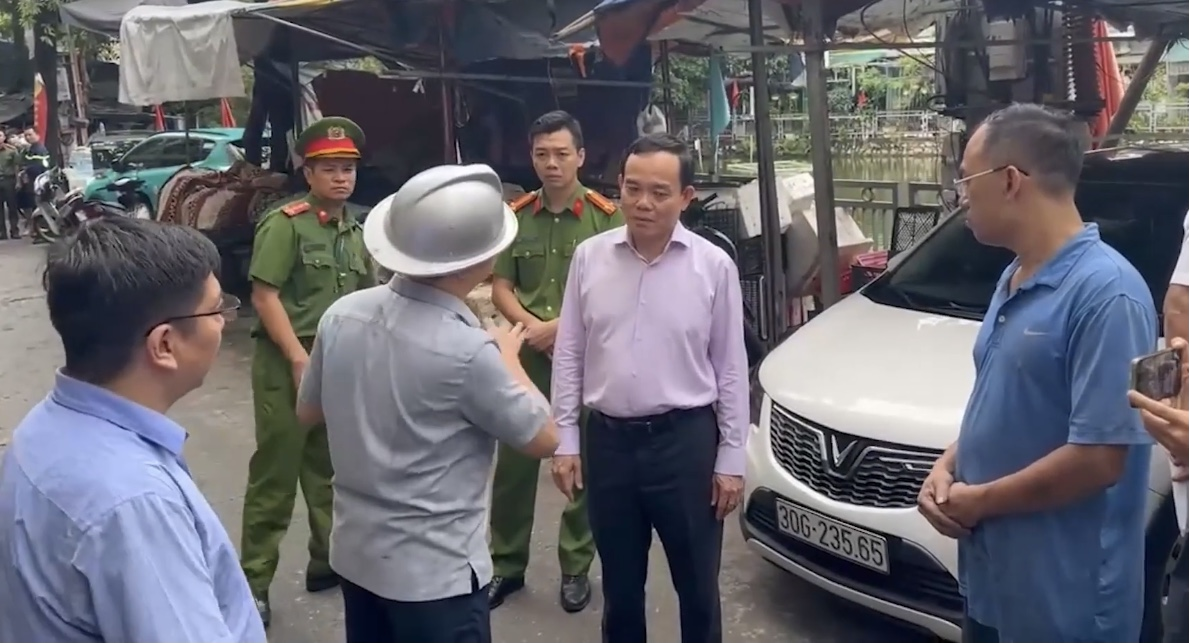
越南副總理陈流光视察火灾现场

越南总理范明正、副总理陈流光等官员到火灾现场视察，同时探望了在附近医院接受救治的受害者。总理范明正向遇难者家属表示哀悼，表示政府会承担所有治疗费用。范明正呼吁针对微型公寓及人口稠密的居民区采取更严格的防火措施。
越南共产党中央委员会总书记阮富仲向河内市委、河内市政府及河内市民发去慰问信。河内市委书记陈士清指示全市暂停所有娱乐体育活动，直至9月17日，期间为火灾遇难者组织哀悼活动。
老挝、委内瑞拉及哈萨克斯坦等国的领导人向火灾遇难者表示慰问。